# Johana Fuenmayor
Johana Beatriz Fuenmayor Choles es una esgrimista de espada venezolana.

## Carrera
Fuernmayor clasificó para el evento de florete femenino de los Juegos Olímpicos de Londres de 2012 a través del torneo de zona para las Américas. Derrotó a la egipcia Eman El Gammal 15-9 en la primera ronda, pero perdió por 4-15 en la siguiente ante la eventual medallista de plata Arianna Errigo.

## Vida personal
Es miembro de la Iglesia de Jesucristo de los Santos de los Últimos Días.